# Chiesa di Santa Maria della Cuna
La chiesa di Santa Maria della Cuna è un luogo di culto cattolico presente già dal XV secolo a Villa d'Adda in provincia e diocesi di Bergamo, sussidiaria della chiesa parrocchiale di Sant'Andrea.

## Storia
La chiesa di Santa Maria della cuna è dedicata, come riporta il nome, alla Madonna protettrice delle partorienti, come è evidenziato dai dipinti che la decorano e che raffigurano immagini di sante. La prima citazione della chiesa risale al 1157 quando viene inserita in un atto notarile e indicata presente nella zona definita Volpino. Una successiva indicazione risale al 1398, nel notitia cleri mediolanensi. Nel documento la chiesa viene indicata con una discreta rendita anche se inferiore al censo della chiesa dedicata a sant'Andrea apostolo. 
La sua posizione posta sopra una collinetta, era prerogativa dei nuclei abitativi posti in zone maggiormente protette. Nel Quattrocento l'edificio risulta essere posto a fianco di una zona cimiteriale, luogo di incontri pubblici di tutti i capifamiglia che eleggevano i vari sindaci delle congregazioni e godeva del giuspatronato della famiglia Bernardi che ne godeva i benefici avendo il diritto alla decima dei locali, diritto ottenuto ufficialmente da parte della Santa Sede romana il 14 luglio 1488. La richiesta era stata avanzata dal chierico Giacomo Bernardi che ottenne la liberam resignationem da Francesco de Arianis, chierico parmense che ne aveva il potere, con il diritto di nominare il clero. L'istanza ebbe l'appoggio del canonico della chiesa di Bergamo Francesco Baselli che definì il valore in 24 fiorini d'oro annui, rendita che fu data a Peterzolo Bernardi e Simone Sacchetti, così che restasse alle autorità milanesi. La famiglia Bernardi riuscì a destinare sempre un figlio alla carriera ecclesiastica e a nominarlo prete della chiesa godendone appieno della rendita. Non sempre però i famigliari si trovavano d'accordo sulla nomina dei prelati portando i personaggi ad avere scontri e litigi violenti.
A seguito di questa definizione, la chiesa fu aggregata a quella di Sant'Andrea il 16 giugno 1491 con la «unio et renunciatio» alla presenza dei rappresentanti delle famiglie Bernardi e Sacchetti. Nel 1692 è documentata la morte del cappellano Bernardi titolare e dei sette elettori il nuovo prelato cinque nominarono Sebastiano Colleoni e solo due un esponente della famiglia Bernardi. Quest'ultimo iniziò una battaglia, pienamente documentata, dove minacciava di ottenere l'incarico anche con l'uccisione dei cinque soggetti che avevano nominato il Colleoni e facendo una dichiarazione falsa di dimissioni del Colleoni stesso, il quale invitava la curia di Milano a confermare la sua nomina. Solo nella metà dell'Ottocento la a famiglia Bernardi rinunciò al privilegio che passò alla famiglia Zonca.
L'edificio fu oggetto di ristrutturazioni e ampliamenti che si susseguirono nei secoli. Gli elementi architettonici indicano una prima ricostruzione alla fine del Duecento, che portarono il fabbricato alle dimensioni che poi ha conservato nel tempo. La relazione della visita pastorale di san Carlo Borromeo del 1570 descrive l'interno come non imbiancato, privo di pavimentazione e con copertura lignea anche nella zona del presbiterio. Il documento lamenta l'assenza di cancelli a protezione, la mancanza di lampade e di altri arredamenti, mancanze che verranno indicate anche nelle visite diocesani successive. A testimonianza dello stato di degrado della chiesa vi è il documento delle autorità del 1636 che cita:
(Documento conservato nell'archivio Comunale di Milano)
Malgrado quanto intimato in un documento della curia di Milano del 1652 viene nuovamente chiesto il riordino della chiesa con il rifacimento del coro, la chiesa fu decorata con gli stucchi dopo dette rimostranze.

## Descrizione

### Esterno
L'edificio è posto su di una collina, con un ampio sagrato sorretto da due arcate che elevano la struttura. Gli arconi sono posti sulla strada che conduce al castello della Cuna. La struttura ad archi è citata già il 2 febbraio 1479 quando vi fu un incontro dei sindaci delle congregazioni: 
(Archivio della biblioteca Civica Angelo Mai - Bergamo)
Originariamente l'edificio era inserito in una zona chiusa e delimitata dove poi nel tempo furono costruite abitazioni private e la muraglia che regge il sagrato è sicuramente risalente al XII secolo ed è la parte più antica di tutta la struttura. La parte si compone di due grandi pilastri in massi di arenaria di Mapello martellinati e squadrati che inglobano un macigno sagomato in granito completo di quattro giunti di ferro. La parte superiore è stata modificata successivamente e si presenta in conci di calcare locale, presente anche nel fronte dell'edificio.
Il fronte principale ha il classico orientamento a est con la facciata a capanna che ospita l'ingresso principale posto centralmente e una lunetta nella parte superiore atta a illuminare l'aula completa di raggiera in ferro a protezione. La facciata meridionale ospita un secondo accesso con la soglia che si alza di 70 cm dal livello del terreno, e un'apertura quadrata che indicano la costruzione eseguita da personale addetto alle sole costruzioni religiose, non essendoci sul territorio di Villa d'Adda altre simili, ma unicamente nel campanile della chiesa di San Fedele di Calusco d'Adda.

### Interno
L'interno ad aula unica che si sviluppa su tre campate di cui l'ultima dedicata al presbiterio di misura inferiore. La chiesa è completa di decori in stucco nella parte della crociera mentre il resto nella navata si presenta privo di decorazioni. Le raffigurazioni delle sante sarebbero da ritenersi eseguita nel decennio tra il 1660 e il 1670. Presentano la raffigurazione di sant'Agata, santa Lucia, e una santa martire sul lato destro del presbiterio, mentre sul lato opposto la Madonna Addolorata, e santa Maria Maddalena. L'altare maggiore ospita la pala raffigurante la Madonna incoronata col Bambino mentre il quadro della Natività posto sulla parte superiore, che era oggetto devozionale per le future mamme, non è più in loco.